# Федеральная служба охраны Российской Федерации
Федеральная служба охраны Российской Федерации (ФСО России) — федеральный орган исполнительной власти в области государственной охраны и государственной безопасности, осуществляющий функции по выработке и реализации государственной политики, нормативно-правовому регулированию, контролю и надзору в сфере государственной охраны, обеспечению в пределах полномочий государственной безопасности, обеспечению связи для нужд органов государственной власти, а также функции по информационно-техническому, информационно-технологическому и информационно-аналитическому обеспечению деятельности Президента Российской Федерации, Правительства Российской Федерации и иных государственных органов.
ФСО России наряду с ФСБ России, СВР России и ГУ ГШ ВС РФ относится к «силам и средствам обеспечения безопасности», то есть спецслужбам, наделена правом ведения оперативно-розыскной деятельности. В ФСО России предусмотрена военная и федеральная гражданская госслужба. Наделена правовым статусом юридического лица. Относится к государственным военизированным организациям, которые имеют право приобретать боевое ручное стрелковое и иное оружие.

## История
Предшественником Федеральной службы охраны Российской Федерации было 9-е управление КГБ СССР, которое в феврале 1990 года было преобразовано в Службу охраны КГБ СССР. В августе 1991 года Служба охраны была выведена из ведения КГБ СССР и преобразована в Управление охраны при Аппарате Президента СССР.
Президентом РСФСР была создана собственная служба безопасности, 3 сентября 1991 года её начальником был назначен А. В. Коржаков, которому в недельный срок поручалось разработать структуру и штаты Службы.
В конце 1991 года Управление охраны при Аппарате Президента СССР было ликвидировано и на его основе создано Главное управление охраны (ГУО) РСФСР. В конце 1992 года ГУО было наделено дополнительными функциями по организации для Президента Российской Федерации защищённой связи, для чего в ведение ГУО передавалось Управление президентской связи Главного управления правительственной связи ФАПСИ.
В январе 1994 года ГУО России впервые было упомянуто в перечне федеральных органов исполнительной власти.
С 28 июля 1995 года было установлено, что ГУО России является объектом оперативного управления Службы безопасности Президента Российской Федерации, это в дальнейшем было закреплено в Положении о Главном управлении охраны Российской Федерации, утвержденном Указом Президентом Российской Федерации от 29 декабря 1995 года № 1333.
27 мая 1996 года федеральным законом установлено, что Федеральная служба охраны Российской Федерации является правопреемником Главного управления охраны Российской Федерации. 19 июня 1996 года, Указом Президента Российской Федерации, Главное управление охраны Российской Федерации переименовано в Федеральную службу охраны Российской Федерации. Руководителем службы назначен генерал-лейтенант Ю. В. Крапивин.
Указом Президента Российской Федерации от 2 июля 1996 года № 1013 в состав Федеральной службы охраны Российской Федерации включена Служба безопасности президента Российской Федерации.
2 августа 1996 года утверждено Положение о ФСО России.
14 августа 1996 года — Федеральная служба охраны Российской Федерации переименована в Федеральную службу охраны России.
6 сентября 1996 года — предыдущее переименование было отменено.
18 мая 2000 года — руководителем службы назначен Е. А. Муров, с 21 ноября 2001 года должность именуется «директор».
В 2003 году на базе некоторых подразделений ликвидируемого ФАПСИ и Управления президентской связи ФСО России была образована Служба специальной связи и информации при ФСО России (Спецсвязь России).
7 августа 2004 года было принято новое Положение о ФСО России, а Спецсвязь России была включена непосредственно в центральный аппарат ФСО России в качестве структурного подразделения.
14 декабря 2011 года Президент России Дмитрий Медведев вручил Знамя Федеральной службы охраны директору ФСО России Е. А. Мурову. На знамени ФСО России начертано «Отечество, преданность и честь».
В открытой части бюджета ФСО России на 2017 год было заложено 552,4 млн рублей, остальное проходит по закрытым статьям.
В марте 2017 года служба получила право изымать земельные участки для государственных нужд (к которым можно отнести любой объект), в июне появилась возможность ограничивать движения на трассах, использовать на безвозмездной основе аэропорты, морские и речные порты и защищать данные охраняемых чиновников (для получения доступа к которым понадобится разрешение самого объекта охраны или ФСО России). Расширение полномочий своего ведомства замглавы ФСО России Николай Кондратюк объяснял осложнением внешнеполитической обстановки и «не прекращающимися попытками радикальных сил воздействовать на внутриполитическую ситуацию» в России.

## Функции и задачи ФСО России
Государственная охрана — функция федеральных органов государственной власти в сфере обеспечения безопасности объектов государственной охраны, осуществляемая на основе совокупности правовых, организационных, охранных, режимных, оперативно-розыскных, технических и иных мер.
Государственная охрана осуществляется на основе Конституции Российской Федерации, федеральных конституционных законов, федеральных законов и иных нормативных правовых актов Российской Федерации, а также международных договоров Российской Федерации.
Основными принципами осуществления государственной охраны являются принципы законности, уважения и соблюдения прав и свобод человека и гражданина, централизованного руководства, взаимодействия государственных органов обеспечения безопасности, непрерывности, сочетания гласных и негласных методов деятельности, подконтрольности и поднадзорности.
Федеральная служба охраны Российской Федерации является федеральным органом исполнительной власти, осуществляющим функции по выработке государственной политики, нормативно-правовому регулированию, контролю и надзору в сфере государственной охраны, президентской, правительственной и иных видов специальной связи и информации, предоставляемых федеральным органам государственной власти, органам государственной власти субъектов Российской Федерации и другим государственным органам.
ФСО России осуществляет свою деятельность непосредственно и через территориальные органы.
Руководство деятельностью ФСО России осуществляет Президент Российской Федерации.
Положение о ФСО России и структура федеральных органов государственной охраны утверждаются Президентом Российской Федерации.
Правительство Российской Федерации координирует деятельность ФСО России в части, касающейся взаимодействия ФСО России с федеральными органами исполнительной власти.
Согласно Положению о Федеральной службе охраны Российской Федерации, основными задачами ФСО России являются:
1) прогнозирование и выявление угроз безопасности объектов государственной охраны, осуществление комплекса мер по предотвращению этих угроз;
2) обеспечение безопасности объектов государственной охраны;
3) обеспечение в пределах своих полномочий организации и функционирования специальной связи;
4) участие в пределах своих полномочий в борьбе с терроризмом;
5) обеспечение защиты охраняемых объектов;
6) предупреждение, выявление и пресечение преступлений и иных правонарушений на охраняемых объектах и трассах проезда (передвижения) объектов государственной охраны;
7) обеспечение организации и функционирования федеральных информационных систем, находящихся во владении или пользовании органов государственной охраны (далее — федеральные информационные системы);
8) участие в пределах своих полномочий в обеспечении информационной безопасности Российской Федерации;
9) обеспечение защиты персональных данных объектов государственной охраны и членов их семей.

## Санкции
24 февраля 2023 года, Канада ввела санкции против Федеральной службы охраны, как «причастной к продолжающейся войне России против Украины». Ранее, в 2022 году, под санкции Канады и Украины попал директор Федеральной службы охраны Дмитрий Кочнев как «должностное лицо органа, ответственного за дестабилизацию Украины и российскую военную агрессию».

## Структура органов государственной охраны
- Руководство
  - Директор ФСО Кочнев Дмитрий Викторович (генерал армии)
  - Первый заместитель директора Олег Атеистович Климентьев
  - Заместитель директора Василий Александрович Заплаткин — руководитель Спецсвязи ФСО
  - Заместитель директора Алексей Александрович Рубежной — начальник Службы безопасности президента РФ
  - Заместитель директора Удовенко Сергей Николаевич — комендант Московского Кремля
  - Заместитель директора — Тулупов Виктор Степанович
- Служба безопасности президента Российской Федерации (СБП РФ)
  - Управление специального назначения (УСН СБП)
  - Управление «В» (Валдай, Новгородская область)
  - Управление психологической безопасности (УПБ СБП)
  - Контр-снайперское подразделение
  - Подразделение боевых пловцов ФСО
- Служба охранных мероприятий (СОМ ФСО)
  - Оперативное управление (ОУ ФСО)
  - Управление личной охраны (УЛО СОМ ФСО)
  - Управление планирования и организации охранных мероприятий (УПООМ СОМ ФСО)
  - Управление охраны объектов (УОО СОМ ФСО)
  - Служба охраны по Северо-Западному федеральному округу (г. Санкт-Петербург)
  - Служба охраны на Кавказе (г. Сочи)
  - Служба охраны в Крыму (СОКР, Крым, пгт. Гаспра)
- Служба коменданта Московского Кремля (СКМК ФСО)
  - Президентский полк
  - Президентский оркестр
  - Орнитологическая служба (ОС)
  - Управление охраны Московского Кремля (УОМК), которое включает в себя: Оперативно-боевую группу «ГРОЗА»
- Служба специальной связи и информации (СССИ)
  - Управление президентской связи
  - Управление правительственной связи
  - Управление информационных систем
  - Управление научно-технического обеспечения
  - Финансово-плановое управление
  - Управление информационно-телекоммуникационного обеспечения Спецсвязи ФСО России
  - Управления специальной связи и информации в федеральных округах, центры специальной связи и информации в субъектах Российской Федерации (в прошлом отделы ВЧ-связи территориальных органов КГБ СССР) и центры связи специального назначения (в прошлом полки войск правительственной связи КГБ СССР) и др.
- Служба инженерно-технического обеспечения (СИТО ФСО)
  - Управление капитального строительства (УКС СИТО ФСО)
  - Управление противопожарного и аварийно-спасательного обеспечения (УПАСО СИТО ФСО)
  - Поисково-аварийный спасательный отряд (ПАСО СИТО ФСО)
- Служба хозяйственного обеспечения (СХО ФСО)
  - Управление военно-технического снабжения (УВТС СХО ФСО)
  - Управление материально-технического обеспечения (УМТО СХО ФСО)
  - Управление продовольственного обеспечения и обслуживания (УПОО СХО ФСО)
  - Управление медицинского обеспечения (УМО СХО ФСО), которое включает в себя Центр биологической безопасности.
  - Транспортное управление (ТУ СХО ФСО), которое включает в себя:
  - Гараж особого назначения (ГОН)
  - Отдел автотранспортного управления (ОАУ)
  - Отдел обеспечения спецперевозок (ООС)
  - Организационно-плановый отдел (ОПО)
  - Центр авиации ФСО (ЦА ФСО)
- Административная служба (АС)
  - Управление делами (УД ФСО)
- Управления центрального подчинения
  - Управление вооружения
  - Управление профессиональной подготовки
  - Мобилизационное управление (МУ ФСО)
  - Управление правового обеспечения (УПО ФСО)
  - Управление кадров (УК ФСО)
  - Финансово-экономическое управление (ФЭУ ФСО)
  - Организационно-контрольное управление (ОКУ ФСО)
- Подразделения ФСО России, осуществляющие отдельные полномочия ФСО России в сфере охраны государственных объектов, комплексов, резиденций, дач и гостиниц
  - Список официальных резиденций высших должностных лиц России

а также
- Образовательные и научно-исследовательские учреждения, федеральные унитарные предприятия
  - Академия ФСО России (г. Орёл)
  - Воронежский институт правительственной связи
  - Учебный центр Президентского полка СКМК ФСО РФ в/л «Купавна»
  - Центр обеспечения информацией «Энергия» ФСО России / научно-исследовательский институт (центр) (г. Ступино)
- Центр по общественным связям (ЦОС)
- Клуб Выпускников Академии ФСО России

## Учебные заведения
- Академия ФСО России (до 2003 года носила название Академия ФАПСИ, до 2004 — Академия Спецсвязи при ФСО России), готовит специалистов по информационной безопасности телекоммуникационных систем и радиосвязи, находится в г. Орёл.
  - филиал — Воронежский институт правительственной связи
- Учебный центр ФСО России (Купавна, Московская область)

## Данные о численности
Официальные сведения о численности Службы засекречены. Однако в сентябре 2016 года бывший руководитель Службы безопасности президента РФ Александр Коржаков рассказал, что численность личного состава значительно выросла по сравнению с годами, когда пост президента занимал Борис Ельцин — с 13 000 до примерно 50 000 человек. При этом он называет численность 9-го Главного управления КГБ СССР — предшественника ФСО России в 15 000 сотрудников.

## Руководители
Управление охраны при Аппарате Президента СССР
- Башкин Геннадий Дементьевич (22 августа 1991 г. — 31 августа 1991 г.), исполняющий обязанности начальника (по указанию Президента СССР)
- Редкобородый Владимир Степанович (31 августа 1991 г. — 14 декабря 1991 г.), начальник

Главное управление охраны РСФСР
- Редкобородый Владимир Степанович (14 декабря 1991 г. — 5 мая 1992 г.), начальник

Главное управление охраны Российской Федерации
- Барсуков Михаил Иванович (12 июня 1992 г.[20] — 24 июля 1995 г.[21]), начальник ГУО России — комендант Московского Кремля
- Крапивин Юрий Васильевич (29 июля 1995 г.[22] — 19 июня 1996 г.), начальник

Федеральная служба охраны Российской Федерации
- Крапивин Юрий Васильевич (19 июня 1996 г.[23] — 7 мая 2000 г.), руководитель
- Крапивин Юрий Васильевич (7 мая 2000 г. — 18 мая 2000 г.), исполняющий обязанности руководителя
- Муров Евгений Алексеевич (18 мая 2000 г.[24] — 27 ноября 2001 г.), руководитель
- Муров Евгений Алексеевич (27 ноября 2001 г.[25] — 26 мая 2016 г.[26]), директор
- Кочнев Дмитрий Викторович (с 26 мая 2016 г.[27]), директор

Первый заместитель директора ФСО России
- Климентьев Олег Атеистович (с 2015 г.)

Заместители директора ФСО России
- Заплаткин Василий Александрвич (с 2021 г.), руководитель Службы специальной связи и информации
- Рубежной Алексей Александрович (с 28 июня 2016 г.), начальник Службы безопасности президента РФ
- Удовенко Сергей Николаевич — комендант Московского Кремля
- Тулупов Виктор Степанович (с 2016 г.)

Комендант — руководитель Службы коменданта Московского Кремля
- Барсуков Михаил Иванович (10 декабря 1991 г. — 24 июля 1995 г.[21])
- Стрыгин Сергей Васильевич (29 июля 1995 г. — январь 2004 г.)
- генерал-лейтенант Хлебников Сергей Дмитриевич (январь 2004 г. — март 2020 г.).
- генерал-лейтенант Удовенко Сергей Николаевич (с февраля 2020 года)

## Факты
- Часть автомобилей, которые находятся в распоряжении ФСО России московского региона, имеет номерные знаки с одними и теми же буквами Е-КХ, что в шутку расшифровывается водителями и журналистами как «еду как хочу»[28].